# بيجزاد
بيجزاد (الكردية)، بايزاد (التركية)، بيجزاديتشي (السلافية)، بيزاديا (الرومانية)، بيجادي (أنثى) هي ألقاب تُمنح داخل الإمبراطورية العثمانية للحكام المؤقتين والجنرالات العسكريين الذين ينحدرون من أسر نبيلة ويحتلون مناصب مهمة داخل الدولة العثمانية.   غالبًا ما يظهر مصطلح «بايزاد» في الروايات الغربية عن الإمبراطورية العثمانية كرؤساء داخل المجتمع، وعادة ما يكون هؤلاء رجالًا يتمتعون بقدر كبير من السلطة.  في أوروبا الشرقية، البلقان، القوقاز، وبعض أجزاء الأناضول وكردستان العراق، مُنح لقب بايزاد إلى الأمراء الشركس الذين قادوا أجزاء من الفتح العثماني في هذه المناطق.    

## المكانة الاجتماعية

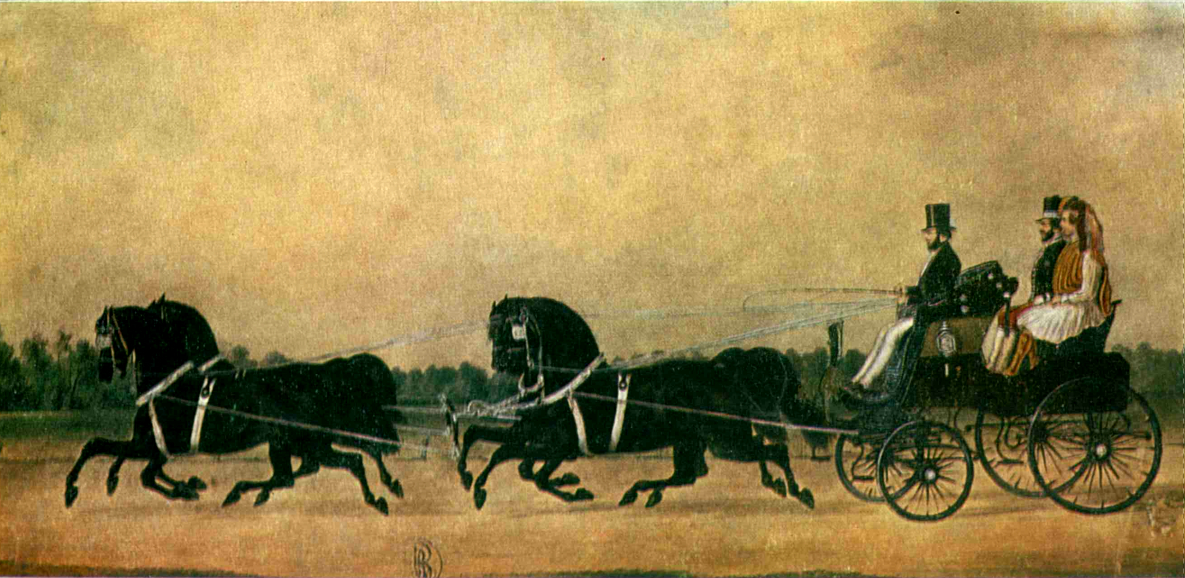

وباعتبارها الطبقة المتقدمة في كردستان بين بعض رؤساء القبائل والأسر مثل عشيرة الجاف وخوشناو وبرواري.  شكل بايزاد الطبقة المهيمنة من القبيلة أو الأسرة. لم يتزاوجوا مع أفراد قبائل أدنى اجتماعيًا؛ ومع ذلك، يمكن لعضو من البايزاد أن يكون جزءًا من الطائفة من خلال روابط القرابة مع النسب الحاكمة وكواحد من خدمهم.
على الرغم من اعتبارهم أكرادًا، إلا أن البايزاد يأتون من خلفية مختلطة إثنيًا لأن معظمهم من أصول شركسية. 